# 法拉利12Cilindri
法拉利12Cilindri，是意大利跑车制造商法拉利車廠於2024年推出市場的兩座位前中置引擎後輪推動的豪華旅行車。「12Cilindri」即12汽缸的意思。車子搭配的是與法拉利812 Competizione同樣的6,496cc（F140）V12引擎，能夠提供830匹馬力與678Nm扭力，最大轉速可至9500rpm。其車頭刻意仿效了1970年代法拉利365 GTB/4 Daytona的楔形設計，是為此車最為顯眼的特色之一。

## 外部連結
- 官方网站